# Gerd Mietzel
Gerd Mietzel (* 19. Februar 1936 in Lübeck) ist ein deutscher Psychologe und emeritierter Professor für Pädagogische Psychologie und Entwicklungspsychologie an der Universität Duisburg.

## Leben
Mietzel studierte Psychologie und Erziehungswissenschaften. 1965 wurde er mit der Arbeit „Die Einstellung von Abiturienten zum Volksschullehrerberuf: Eine psychologische Untersuchung zum Problem des Volksschullehrermangels“ an der Universität Kiel promoviert. Von 1970 bis zu seiner Emeritierung war er ordentlicher Professor für Entwicklungspsychologie und Pädagogische Psychologie an der Universität Duisburg.
Innerhalb des Instituts für Berufs- und Weiterbildung bot er seit über drei Jahrzehnten die Einführung in die Psychologie an, gestützt durch sein Werk Wege in die Psychologie.

## Schriften
- Kombinierter Schultest (1973)
- Hamburger Schulleistungstest für vierte und fünfte Klassen (HST 4/5)
- Pädagogische Psychologie (1973); Pädagogische Psychologie des Lernens und Lehrens (2003)
- Wege in die Psychologie (1979, 12. Auflage 2006)
- Interpretation von Schulleistungen (1992)
- Wege in die Entwicklungspsychologie – Kindheit und Jugend (1989, 1995, 1997 und 4. Auflage 2002)
- Wege in die Entwicklungspsychologie – Erwachsenenalter und Lebensende (1992)
- Entwicklung im Erwachsenenalter (2012)